# Щербак (приток Ишетки)
Щербак, Шербак — река в России, протекает по Нолинскому и Советскому районам Кировской области. Устье реки находится в 15 км от устья Ишетки по правому берегу. Длина реки составляет 19 км.
Река берёт начало у деревни Симахино, преимущественно течёт на юго-запад, других населённых пунктов кроме Симахино не протекает. Впадает в Ишетку в 25 км к северо-востоку от города Советск.

## Данные водного реестра
По данным государственного водного реестра России относится к Камскому бассейновому округу, водохозяйственный участок реки — Вятка от города Котельнич до водомерного поста посёлка городского типа Аркуль, речной подбассейн реки — Вятка. Речной бассейн реки — Кама.
Код объекта в государственном водном реестре — 10010300412111100037655.